# 日本驻满洲国大使列表

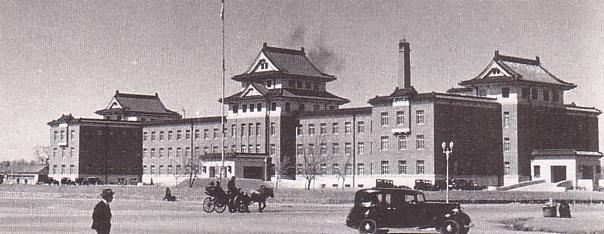
关东军司令部，也是日本驻满洲国大使馆所在地。

以下为大日本帝国派驻其傀儡政权——满洲国的特命全权大使（日语：満洲国駐箚特命全権大使）列表。
日本驻满洲国大使有着超出一般外交使节的权力：驻满洲国大使由关东军司令官（1942年改称总司令官）兼任，并同时负责管理关东局（日本负责关东州行政及其它事务的机构，1934年12月之前称为关东厅），集军政外交大权于一身。

## 历代驻满洲国大使
| 姓名       | 派驻时间       | 到任时间       | 离任时间       |
| ---------- | -------------- | -------------- | -------------- |
| 武藤信義   | 1932年11月30日 | 1932年12月1日  | 1933年7月28日  |
| 菱刈隆     | 1933年7月28日  | 1933年8月22日  | 1934年12月10日 |
| 南次郎     | 1934年12月10日 | 1934年12月25日 | 1936年3月6日   |
| 植田謙吉   | 1936年3月6日   | 1936年3月28日  | 1939年9月7日   |
| 梅津美治郎 | 1939年9月7日   | 1939年9月10日  | 1944年7月18日  |
| 山田乙三   | 1944年7月18日  | 1944年7月18日  | 1945年8月      |